# Enfermedad gastrointestinal
Se dice enfermedad gastrointestinal a un tipo de enfermedad que dañe el sistema digestivo.
A los especialistas en tratar estos tipos de enfermedades se les llama gastroenterólogos.
La Gastroenterología, es la especialidad médica que estudia el sistema digestivo humano y las enfermedades que le pueden afectar en su desarrollo normal. Los especialistas en este campo, con el nombre de gastroenterólogos, estudian y tratan trastornos del esófago, el estómago, el intestino delgado, el intestino grueso entre otros órganos de nuestro cuerpo humano que forman parte de este sistema. A este grupo de órganos, se le conoce como el tracto gastrointestinal, así como del hígado, la vesícula biliar y otros órganos implicados en la digestión.

## Enfermedad oral

Muertes por enfermedades digestivas por millón de personas en 2012
36-131
132-205
206-232
233-274
275-313
314-352
353-390
391-460
461-546
547-1109

Aunque anatómicamente forman parte del tracto gastrointestinal, las enfermedades de la boca no suelen considerarse junto con otras enfermedades gastrointestinales. Con mucho, las enfermedades bucales más comunes son las inducidas por la placa (por ejemplo, gingivitis, periodontitis, caries dental). Algunas enfermedades que afectan a otras partes del tracto gastrointestinal pueden manifestarse en la boca, solas o en combinación, entre otras:
- La enfermedad de reflujo gastroesofágico puede causar erosión ácida de los dientes y halitosis.
- El síndrome de Gardner puede estar asociado con dificultades en la erupción de los dientes, con los dientes supernumerarios y los quistes dentales.
- El síndrome de Peutz-Jeghers puede causar manchas oscuras en la mucosa oral o en los labios o la piel alrededor de la boca.
- Varias enfermedades gastrointestinales, especialmente las asociadas con la mala absorción, pueden causar úlceras bucales recurrentes, glositis atrófica y quelitis angular (por ejemplo, la enfermedad de Crohn se denomina a veces granulomatosis orofacial cuando afecta únicamente a la boca).
- La disfagia sideropénica puede causar glositis, quelitis angular.[1]

## Enfermedad esofágica
Las enfermedades del esófago incluyen un espectro de trastornos que afectan al esófago. La condición más común del esófago en los países occidentales es la enfermedad de reflujo gastroesofágico, que en formas crónicas se cree que produce cambios en el epitelio del esófago, conocido como esófago de Barrett.: 863–865 
Las enfermedades agudas pueden incluir infecciones como la esofagitis, traumatismos causados por la ingestión de sustancias corrosivas o la ruptura de venas como las várices esofágicas, el síndrome de Boerhaave o los desgarros de Mallory-Weiss. Las enfermedades crónicas pueden incluir enfermedades congénitas como el divertículo de Zenker y la membrana esofágica, y trastornos de la motilidad esofágica como acalasia, espasmo esofágico difuso y estenosis esofágica.: 853, 863–868 
La enfermedad esofágica puede provocar dolor de garganta, vómitos y dificultad para tragar. Las enfermedades crónicas o congénitas pueden investigarse mediante la ingestión de bario, la endoscopia y la biopsia, mientras que las enfermedades agudas, como el reflujo, pueden investigarse y diagnosticarse basándose sólo en los síntomas y en la historia clínica.: 863–867 

## Enfermedades gastrointestinales
Entre las dolencias más comunes que los  médicos deben tratar se encuentran las enfermedades del estómago, el órgano que recibe, almacena y digiere parcialmente la comida después que se le conoce como bolo alimenticio en los primeros estadios de la digestión humana. La gastritis, por ejemplo, es una inflamación del revestimiento del estómago que suele provocar dolor abdominal, náuseas y vómitos. Puede estar supuestamente causada por la bacteria [Helicobacter pylori], por una infección viral, o puede deberse al estrés, a distintas alergias, a reacciones al alcohol,drogas, o a determinadas sustancias. Es necesario identificar el agente causante para poder tratar la inflamación.
Los gastroenterólogos también están muy especializados en el tratamiento de úlceras pépticas, llagas y erosiones en el revestimiento del estómago o la primera porción del intestino delgado, llamada duodeno. Las úlceras superficiales causan indigestión y otras molestias; las úlceras responsables de erosiones más profundas pueden provocar una hemorragia abdominal que, en caso de no ser tratada, puede llevar a la muerte. En los últimos años, los investigadores han encontrado un vínculo sugestivo entre la Helicobacter pylori y las úlceras crónicas. : 870–871 Los gastroenterólogos prescriben antibióticos que matan esa bacteria, así como medicamentos que combaten la acidez del estómago o reducen la secreción de ácidos digestivos.
También se tratan muchas enfermedades relacionadas con otros órganos implicados en la digestión. El esófago, por ejemplo, puede inflamarse a causa de la presencia de ácido gástrico procedente del estómago, causando pirosis. Esta dolencia, conocida como reflujo del ácido, puede combatirse con pérdida de peso, fármacos que limitan la secreción, acidez del ácido gástrico y procedimientos quirúrgicos.  En el hígado, los desórdenes más normales son la hepatitis, una inflamación causada por una infección o por agentes tóxicos, y la cirrosis, que suele estar provocada por el alcohol y que puede dar lugar a que el hígado deje de funcionar. Los gastroenterólogos también tratan cálculos biliares, (piedras o masas de materia sólida encontradas en la vesícula biliar), inflamación del páncreas, llamada pancreatitis, e inflamación de nuestro  colon, llamada colitis.

### Enfermedades del intestino
Los intestinos delgado y grueso pueden verse afectados por estados infecciosos, autoinmunes y fisiológicos. La inflamación de los intestinos se denomina enterocolitis, que puede provocar diarrea.
Los estados agudos que afectan a los intestinos incluyen la diarrea infecciosa y la isquemia mesentérica. Las causas del estreñimiento pueden incluir la retención fecal y la obstrucción intestinal, que a su vez pueden ser causadas por íleo, invaginación, vólvulo. La enfermedad inflamatoria intestinal es una condición de etiología desconocida, clasificada como enfermedad de Crohn o colitis ulcerosa, que puede afectar a los intestinos y a otras partes del tracto gastrointestinal. Otras causas de enfermedad son la pseudoobstrucción intestinal y enterocolitis necrotizante.: 850–862, 895–903 
Las enfermedades del intestino pueden causar vómitos, diarrea o estreñimiento, y alteraciones en las heces, como que aparezca sangre en las heces. Se puede utilizar la colonoscopia para examinar el intestino grueso, y las heces de una persona pueden examinarse para su cultivo y estudio microscópico. Las enfermedades infecciosas pueden tratarse con antibióticos específicos y las enfermedades inflamatorias del intestino con inmunosupresión. Algunas causas de obstrucción intestina puede ser tratadas con cirugía .: 850–862 
El grosor normal de la pared del intestino delgado es de 3-5 mm, y de 1-5 mm en el intestino grueso. Si en la exploración con TC aparece un engrosamiento focal, irregular y asimétrico de la pared gastrointestinal esto sugiere que puede haber una malignidad. El engrosamiento segmentario o difuso de la pared gastrointestinal se debe más a menudo a enfermedades isquémicas, inflamatorias o infecciosas. Aunque menos común, los medicamentos como los inhibidores de la ECA pueden causar angioedema y engrosamiento del intestino delgado.

#### El intestino delgado
El intestino delgado está formado por el duodeno, el yeyuno y el íleon. La inflamación del intestino delgado se llama enteritis, que si se localiza sólo en una parte se llama duodenitis, yeyunitis e ileitis, respectivamente. Las úlceras pépticas también son comunes en el duodeno.: 879–884 
Las enfermedades crónicas de malabsorción pueden afectar al intestino delgado, como la enfermedad celíaca autoinmune, el esprúe tropical infeccioso y el síndrome congénito o quirúrgico del intestino corto. Otras enfermedades más raras que afectan al intestino delgado son la úlcera de Curling, el síndrome del asa ciega, la enfermedad de Milroy y la enfermedad de Whipple. Los tumores del intestino delgado incluyen los tumores del estroma gastrointestinal, lipomas, hamartomas y síndromes carcinoides: 879–887 
Las enfermedades del intestino delgado pueden presentar síntomas como diarrea, desnutrición, fatiga y pérdida de peso. Para encontrar sus causas se pueden llevar a cabo análisis de sangre para controlar la nutrición, como los niveles de hierro, folato y calcio; endoscopia y biopsia del duodeno y la ingestión de bario. Se pueden con renutrición y con antibióticos para las infecciones.: 879–887 

#### El intestino grueso

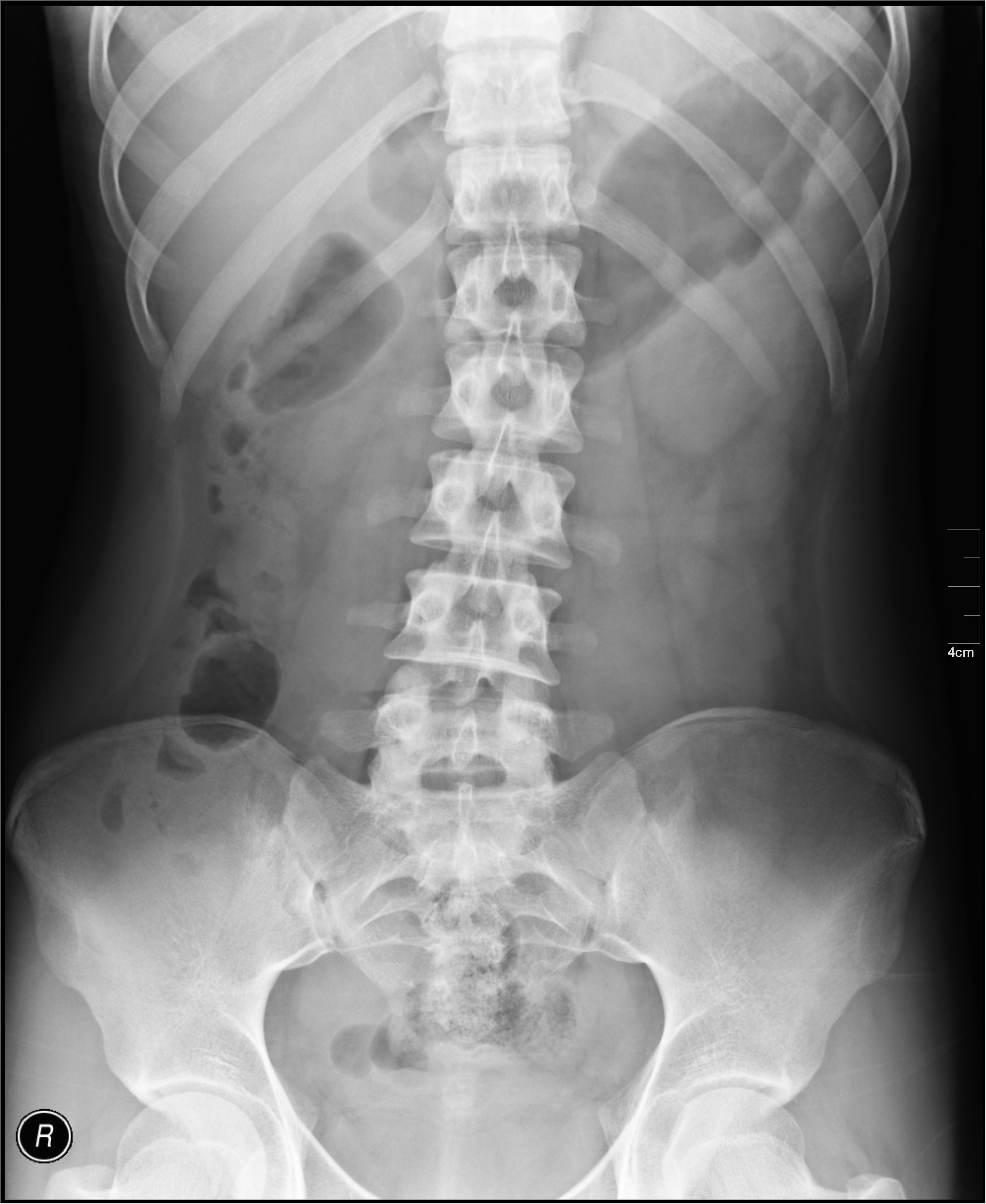
La radiografía abdominal se puede usar para visualizar el intestino grueso.

Las enfermedades que afectan al intestino grueso pueden afectarlo en su totalidad o en parte. La apendicitis es una de esas enfermedades y está causada por la inflamación del apéndice. La inflamación generalizada del intestino grueso se conoce como colitis, que cuando es causada por la bacteria Clostridium difficile se conoce como colitis pseudomembranosa. La diverticulitis es una causa común de dolor abdominal resultante de las deformaciones que afectan particularmente al colon. Las enfermedades funcionales del colon se refieren a trastornos sin causa conocida, e incluyen el síndrome del intestino irritable y la pseudoobstrucción intestinal. El estreñimiento puede ser el resultado de factores de estilo de vida, de una impactación fecal, o en los recién nacidos, la enfermedad de Hirschsprung.: 913–915 
Las enfermedades que afectan al intestino grueso pueden hacer que la sangre salga con las heces, pueden causar estreñimiento o pueden provocar dolor abdominal o fiebre. Las pruebas que examinan específicamente la función del intestino grueso incluyen tragos de bario, rayos X abdominales y colonoscopia.: 913–915 

#### Recto y ano
Las enfermedades que afectan al recto y al ano son muy comunes, especialmente en los adultos mayores. Las hemorroides, las salidas vasculares de la piel, son muy comunes, al igual que el prurito anal, que se refiere a la picazón anal. Otras afecciones, como el cáncer anal, pueden estar asociadas a la colitis ulcerosa o a infecciones de transmisión sexual como el VIH. La inflamación del recto se conoce como proctitis, una de cuyas causas es el daño por radiación asociado a la radioterapia en otros sitios como la próstata. La incontinencia fecal puede ser el resultado de problemas mecánicos y neurológicos, y cuando se asocia a la falta de capacidad de evacuación voluntaria se describe como encopresis. El dolor al evacuar las heces puede ser el resultado de abscesos anales, pequeños nódulos inflamados, fisuras anales y fístulas anales.: 915–916 
La enfermedad rectal y anal puede ser asintomática, o puede presentarse con dolor al pasar las heces, con sangre fresca en las heces, una sensación de vaciado incompleto o heces delgadas como un lápiz. Además de los exámenes regulares, los exámenes médicos utilizados para investigar el ano y el recto incluyen el examen rectal digital y la proctoscopia.

## Enfermedades de las glándulas digestivas accesorias

### Hepáticas
Las enfermedades hepáticas se refieren a las que afectan al hígado. La hepatitis se refiere a la inflamación del tejido hepático, y puede ser aguda o crónica. Las hepatitis virales infecciosas, como la hepatitis A, B y C, afectan a  muchas de personas en todo el mundo. La enfermedad hepática también puede ser el resultado de factores del estilo de vida, como el hígado graso y la EHNA. La enfermedad hepática alcohólica también puede desarrollarse como resultado del consumo crónico de alcohol, que también puede causar hepatitis alcohólica. La cirrosis puede desarrollarse como resultado de la fibrosis hepática crónica en un hígado inflamado crónicamente, como el afectado por el alcohol o la hepatitis viral.: 947–958 
Los abscesos hepáticos suelen ser afecciones agudas, cuyas causas comunes son piogénicas y amebianas. Las enfermedades hepáticas crónicas, como la cirrosis, pueden ser una causa de insuficiencia hepática, un estado en el que el hígado es incapaz de compensar los daños crónicos y no puede satisfacer las demandas metabólicas del cuerpo. En el entorno agudo, puede ser una causa de encefalopatía hepática y síndrome hepatorrenal. Otras causas de enfermedad hepática crónica son las enfermedades genéticas o autoinmunes, como la hemocromatosis, la enfermedad de Wilson, la hepatitis autoinmune y la cirrosis biliar primaria.: 959–963, 971 
La enfermedad hepática aguda rara vez causa dolor, pero puede dar lugar a la ictericia. La enfermedad hepática infecciosa puede causar fiebre. La enfermedad hepática crónica puede dar lugar a una acumulación de líquido en el abdomen, coloración amarillenta de la piel o los ojos, fácil aparición de moretones, inmunosupresión y feminización.[cita requerida]  Suele presentarse también hipertensión portal  y esto puede llevar al desarrollo de venas prominentes en muchas partes del cuerpo, como várices esofágicas y hemorroides.: 959–963, 971–973 
Para investigar la enfermedad hepática, se puede analizar el historial médico, incluso con respecto a la historia familiar de la persona, los viajes a zonas de riesgo, el consumo de alcohol y el consumo de alimentos. Se puede realizar un examen médico para investigar los síntomas de la enfermedad hepática. Se pueden utilizar análisis de sangre, en particular pruebas de la función hepática, y otros análisis de sangre para investigar la presencia de los virus de la hepatitis en la sangre, y utilizar el ultrasonido. Si hay presencia de ascitis, se puede analizar el líquido abdominal para determinar los niveles de proteínas.: 921, 926–927 

### Pancreáticas
Las enfermedades del páncreas que afectan a la digestión se refieren a los trastornos que afectan al páncreas exocrino, que es una parte del páncreas que interviene en la digestión.
Una de las afecciones más comunes del páncreas exocrino es la pancreatitis aguda, que en la mayoría de los casos se relaciona con cálculos biliares que han afectado a la parte pancreática del árbol biliar, o debido al abuso agudo o crónico del alcohol o como efecto secundario de la CPRE. Otras formas de pancreatitis incluyen formas crónicas y hereditarias. La pancreatitis crónica puede predisponer al cáncer de páncreas y está fuertemente ligada al consumo de alcohol. Otras enfermedades más raras que afectan al páncreas pueden incluir pseudoquistes pancreáticos, insuficiencia pancreática exocrina y fístulas pancreáticas.: 888–891 
La enfermedad pancreática puede presentarse con o sin síntomas. Cuando se presentan síntomas, como en el caso de la pancreatitis aguda se puede sufrir un dolor abdominal medio severo de inicio agudo, náuseas y vómitos. En los casos graves, la pancreatitis puede provocar una rápida pérdida de sangre y el síndrome de respuesta inflamatoria sistémica. Cuando el páncreas es incapaz de segregar enzimas digestivas, como en el caso de un cáncer de páncreas que ocluye el conducto pancreático se produce ictericia. La enfermedad pancreática puede investigarse mediante radiografías abdominales, MRCP o ERCP, tomografías computarizadas y análisis de sangre en el que aparezca la medición de las enzimas amilasa y lipasa.: 888–894 

## La vesícula y el tracto biliar
Las enfermedades del sistema hepatobiliar afectan al tracto biliar (también conocido como árbol biliar), que segrega bilis para ayudar a la digestión de las grasas. Las enfermedades de la vesícula y los conductos biliares están comúnmente relacionadas con la dieta, y pueden incluir la formación de cálculos biliares que repercuten en la vesícula (colecistolitiasis) o en el conducto biliar común (coledocolitiasis).: 977–978 
Los cálculos biliares son una causa común de inflamación de la vesícula biliar, llamada colecistitis. La inflamación del conducto biliar se llama colangitis, que puede estar asociada a una enfermedad autoinmune, como la colangitis esclerosante primaria, o a una infección bacteriana, como la colangitis ascendente.: 977–978, 963–968 
La enfermedad del árbol biliar puede causar dolor en la parte superior derecha del abdomen, particularmente cuando se presiona. La enfermedad puede ser investigada usando ultrasonido o ERCP, y puede ser tratada con medicamentos como antibióticos o ácido ursodesoxicólico, o por la extirpación quirúrgica de la vesícula biliar.: 977–979 